# Женская китайская баскетбольная ассоциация
Женская китайская баскетбольная ассоциация (кит. 中国女子篮球联赛, англ. Women's Chinese Basketball Association, WCBA) — профессиональная женская баскетбольная лига в КНР, аналог мужской Китайской баскетбольной ассоциации. Создана в 2002 году. В первые годы своего существования лига насчитывала 12 клубов. Перед сезоном 2017/2018 произошло расширение до 14, а перед сезоном 2018/2019 — до 18 клубов, что сделало ЖКБА самой большой женской профессиональной баскетбольной лигой в мире.. В сезоне 2021/2022 среди команд, разыгрывающих чемпионский титул ЖКБА, была непрофессиональная сборная Федерации университетского спорта Китая, но в следующем сезоне она не участвовала, и количество команд в лиге сократилось до 17.

## Состав в сезоне 2022/2023
| Команда                                     | Город                         |
| ------------------------------------------- | ----------------------------- |
| Бэйцзин                                     | Пекин                         |
| Дацин                                       | Дацин, Хэйлунцзян             |
| Дунгуань                                    | Дунгуань, Гуандун             |
| Ляонин                                      | Аньшань, Ляонин               |
| Сельский кредитный союз Внутренней Монголии | Хух-Хото, Внутренняя Монголия |
| Синьцзян                                    | Урумчи, Синьцзян              |
| Сычуань                                     | Чэнду, Сычуань                |
| Тяньцзинь                                   | Тяньцзинь                     |
| Ухань                                       | Ухань, Хубэй                  |
| Фуцзянь                                     | Путянь, Фуцзянь               |
| Хэбэй                                       | Хэншуй, Хэбэй                 |
| Цзянсу                                      | Исин, Цзянсу                  |
| Чжэцзян                                     | Ханчжоу, Чжэцзян              |
| Шанхай                                      | Шанхай                        |
| Шаньдун                                     | Яньтай, Шаньдун               |
| Шаньси                                      | Тайюань, Шаньси               |
| Шэньси                                      | Сиань, Шэньси                 |

## Чемпионы
- 2002 — Баи Цилинь
- 2003 — Баи Цилинь
- 2004 — Баи Цилинь
- 2005 — Баи Цилинь
- 2006 — Ляонин Голден Леопардс
- 2007 — Ляонин Голден Леопардс
- 2008 — Баи Цилинь
- 2009 — Ляонин Голден Леопардс
- 2010 — Ляонин Голден Леопардс
- 2011 — Шэньян Арми Голден Лайонс
- 2012 — Бэйцзин Грейт Уолл
- 2013 — Шаньси Флейм
- 2014 — Шаньси Флейм
- 2015 — Шаньси Флейм
- 2016 — Бэйцзин Грейт Уолл
- 2017 — Бэйцзин Грейт Уолл
- 2018 — Бэйцзин Грейт Уолл
- 2019 — Гуаньдун Чжу-Цюэ
- 2020 — прерван из-за пандемии COVID-19
- 2021 — Сельский кредитный союз Внутренней Монголии
- 2022 — Сельский кредитный союз Внутренней Монголии
- 2023 — Сычуань Блу Уэйлз